# Mix Run
Mix Run es un área no incorporada ubicada en el condado de Cameron en el estado estadounidense de Pensilvania.

## Geografía
Mix Run se encuentra ubicada en las coordenadas 41°20′25″N 78°11′36″O / 41.34028, -78.19333.